# Бергенфілд (Нью-Джерсі)
Бергенфілд (англ. Bergenfield) — місто (англ. borough) в США, в окрузі Берген штату Нью-Джерсі. Населення — 28 321 особа (2020).

## Географія
Бергенфілд розташований за координатами 40°55′20″ пн. ш. 73°59′53″ зх. д. / 40.92222° пн. ш. 73.99806° зх. д. (40.922334, -73.998001).  За даними Бюро перепису населення США в 2010 році місто мало площу 7,47 км², з яких 7,45 км² — суходіл та 0,02 км² — водойми.

## Демографія
Згідно з переписом 2010 року, у селищі мешкали 26 764 особи в 8852 домогосподарствах у складі 6818 родин. Було 9200 помешкань
Расовий склад населення:
| - 52,4 % — білих - 25,6 % — азіатів - 7,7 % — чорних або афроамериканців - 0,3 % — корінних американців - 10,1 % — осіб інших рас |

До двох чи більше рас належало 3,8 %. Частка іспаномовних становила 26,5 % від усіх жителів.
За віковим діапазоном населення розподілялося таким чином: 23,9 % — особи молодші 18 років, 63,1 % — особи у віці 18—64 років, 13,0 % — особи у віці 65 років та старші. Медіана віку мешканця становила 39,0 року. На 100 осіб жіночої статі у селищі припадало 91,7 чоловіків;  на 100 жінок у віці від 18 років та старших — 88,8 чоловіків також старших 18 років.
Середній дохід на одне домашнє господарство  становив 96 637 доларів США (медіана — 79 000), а середній дохід на одну сім'ю — 108 894 долари (медіана — 93 589). Медіана доходів становила 51 855 доларів для чоловіків та 50 175 доларів для жінок. За межею бідності перебувало 7,6 % осіб, у тому числі 9,0 % дітей у віці до 18 років та 10,6 % осіб у віці 65 років та старших.
Цивільне працевлаштоване населення становило 14 057 осіб. Основні галузі зайнятості: освіта, охорона здоров'я та соціальна допомога — 30,9 %, роздрібна торгівля — 11,6 %, виробництво — 10,1 %, науковці, спеціалісти, менеджери — 9,9 %.